# Коул Хил (Арканзас)
Коул Хил (енгл. Coal Hill) град је у америчкој савезној држави Арканзас.

## Демографија
По попису из 2010. године број становника је 1.012, што је 11 (1,1%) становника више него 2000. године.
| Група             | 2000.       | 2010.       |
| Белци             | 948 (94,7%) | 928 (91,7%) |
| Афроамериканци    | 0 (0,0%)    | 10 (1,0%)   |
| Азијати           | 0 (0,0%)    | 1 (0,1%)    |
| Хиспаноамериканци | 27 (2,7%)   | 44 (4,3%)   |
| Укупно            | 1.001       | 1.012       |